# BD Carthage
BD Carthage, acronyme de « Base de Données sur la CARtographie THématique des AGences de l'eau et du ministère chargé de l'environnement », est une base de données d'information géographique constituant le référentiel géographique national du réseau hydrographique français.

## Histoire
La nécessité de disposer d’un système de repérage spatial des milieux aquatiques superficiels pour la France est apparue dès 1968 et a été formalisée en 1991 par la circulaire n°91-50 du 12 février 1991 précisant que : « La gestion quantitative et qualitative de la ressource en eau rend nécessaire l’échange de nombreuses données entre les services et organismes intéressés, aux échelons départementaux, régionaux et nationaux. L’un des éléments indispensables au bon fonctionnement d’un tel système d’échange d’information est un code de repérage des milieux aquatiques servant de référence commune. »
Une convention est établie entre les agences de l'eau Ministère de l'Aménagement du territoire et l'IGN qui s'engagent à produire une mise à jour annuelle de la base.

## Contenu
Le contenu de la base de données BD Carthage est défini dans un document de référence. Il comprend six types d'objets : réseau hydrographique, hydrographie ponctuelle, zone couverte d'eau, hydrographie de texture, zone hydrographique et laisses.

## Licence
Le contenu est mis à disposition du public  sous la licence ouverte Etalab,.